# Oreophryne celebensis
Oreophryne celebensis ist eine Amphibienart aus der Familie der Engmaulfrösche (Microhylidae).

## Merkmale
Die Art erreicht eine Länge von 30 Millimetern. Die Färbung ist sehr variabel. Die Körperoberseite ist gelblich, rötlich, rosarot oder braun und einfarbig, dunkel gefleckt oder marmoriert. Der Vorderkopf ist oben zuweilen rosarot mit dunklem Canthalstreifen und mit einem dreieckigen dunklen Fleck zwischen den Augen oder mit einer X- oder sanduhrförmigen Zeichnung zwischen den Augen und den Schultern. Gelegentlich ist eine helle Längslinie in der Rückenmitte vorhanden. Die Unterseite ist grau oder bräunlich und einfarbig oder dunkelbraun gesprenkelt. Der Vorderkopf ist kurz und abgerundet, der Canthus rostralis schwach. Der Interorbitalraum ist so breit wie etwas breiter als ein oberes Augenlid. Das Trommelfell ist undeutlich erkennbar und ungefähr halb so breit wie der Augendurchmesser. Der erste Finger ist kürzer als der zweite. Die Haftscheiben der Fingerspitzen sind sehr groß und viel größer als die der kurzen, freien Zehen. Die dritte Zehe ist bedeutend länger als die fünfte Zehe. Subarticularhöcker und Metatarsalhöcker sind nicht vorhanden. Bei nach vorne an den Körper angelegtem Hinterbein reicht das Tibiotarsalgelenk bis zum Auge oder etwas darüber hinaus. Die Haut ist oben glatt oder mit verstreuten Warzen besetzt. Zuweilen ist am oberen Augenlid ein kleiner Höcker vorhanden. Der Bauch ist gekörnelt. Männchen besitzen keine Schallblasen.

## Vorkommen
Oreophryne celebensis kommt im Norden der indonesischen Insel Sulawesi in Höhenlagen über 1000 Meter vor. Sie lebt in Bergwäldern. Ihre Eier werden vermutlich auf dem Boden abgelegt und entwickeln sich ohne Kaulquappenstadium direkt zu Fröschen.

## Systematik
Oreophryne celebensis wurde 1894 von Fritz Müller als Sphenophryne celebensis erstbeschrieben. Lajos Méhelÿ stellte die Art 1901 in die Gattung Oreophryne.

## Gefährdung
Oreophryne celebensis wird von der IUCN als „Vulnerable“ (gefährdet) eingestuft.